# لاوچکین-گوربونوف-گودکوف لاگگ-۳
لاگگ-۳ (به روسی: Лавочкин-Горбунов-Гудков ЛаГГ-۳) یک هواگرد جنگنده ساخت شرکت 21 (Gorky), 31 (Taganrog/Tbilisi), 23/153 (Leningrad/Novosibirsk) است. هواگرد لاگ-۳ نخستین پروازش را در ۳۰ مارس ۱۹۴۰ انجام داد. این هواگرد در سال ۱۹۴۱ رسماً معرفی گردید و در سال‌های ۱۹۴۱–۱۹۴۴ تولید شده‌است. در مجموع تعداد ۶٬۵۲۸ فروند از این هواگرد تولید گردید.

## عملکرد
در پی خسارات بالا، در مرحله نخست به‌کارگیری از لاگگ-۳ به عنوان «بیوه‌ساز» یاد می‌شد. این هواگرد ضعیف و سنگین و پرواز با آن دشوار بود. ارابه فرود آن دارای مشکل و مکانیسم تسلیحات آن غیرقابل اتکا بود. خلبانان جنگنده نیروی هوایی شوروی لاگگ-۳ را «تابوت جلا خورده تضمینی» نامیدند. این جنگنده به هدف مورد علاقه تک‌خال‌های لوفت‌وافه بدل گشت.